# The Vision of Judgment

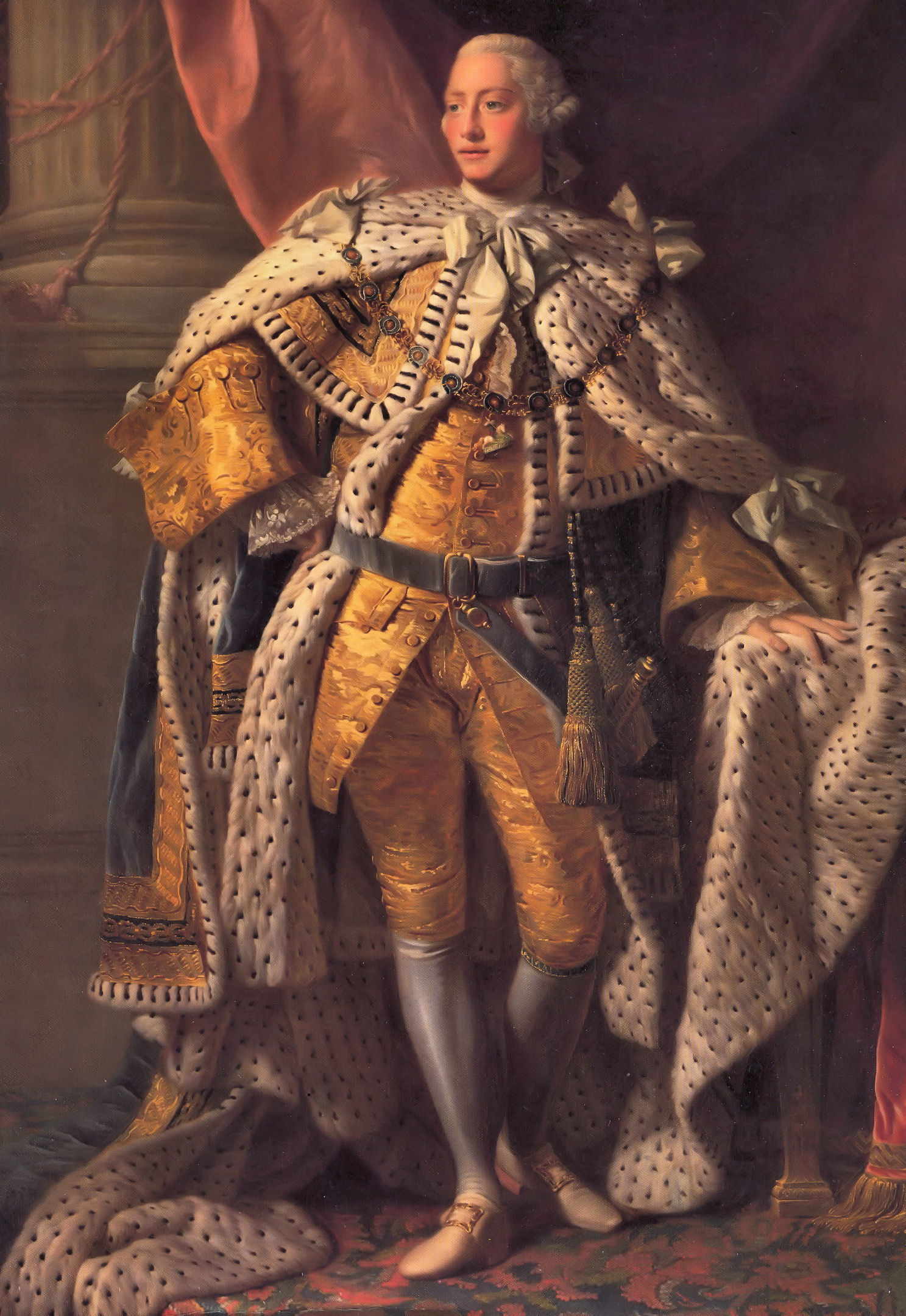
Jerzy III w stroju koronacyjnym

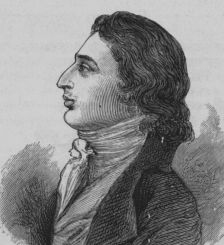
Robert Southey

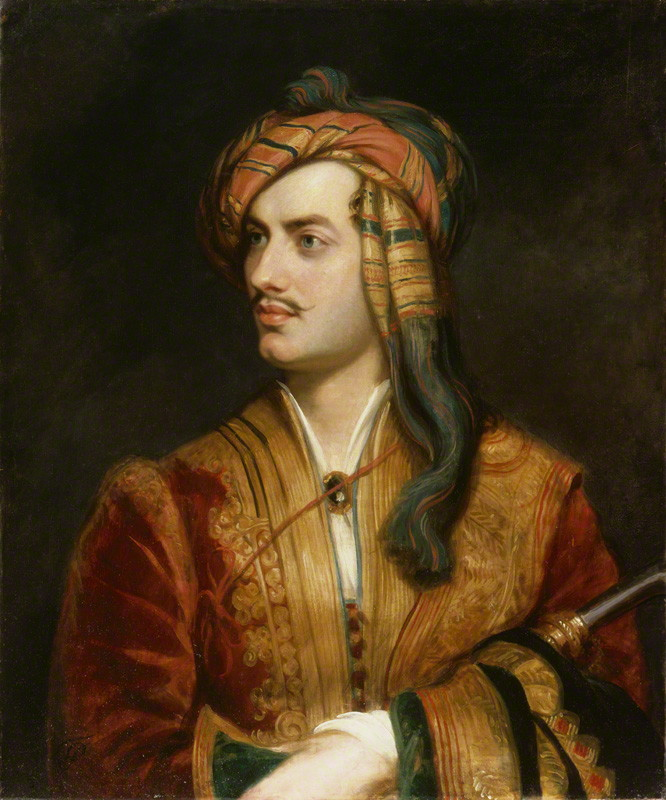
Thomas Phillips, Portret George’a Gordona Byrona w stroju albańskim

The Vision od Judgment (ang. The Vision od Judgment) – poemat satyryczny angielskiego romantyka George’a Gordona Byrona, opublikowany w 1822. 

## Treść
Utwór jest polemiką z poematem Roberta Southeya zatytułowanym A Vision of Judgment, będącym panegirykiem na cześć zmarłego króla Jerzego III Hanowerskiego. Tytuły obu dzieł oddaje się po polsku jako Wizja sądu albo Widzenie sądu. Polski przekład jednak nie uwzględnia istotnej dla znaczenia różnicy przedimków, nieokreślonego "a" i określonego 'the". Dla Byrona, zdeklarowanego bojownika o wolność, król był  uosobieniem tyranii. 

## Forma
Poemat The Vision od Judgment Byrona został napisany oktawą, czyli strofą ośmiowersową pochodzenia włoskiego rymowaną abababcc.

Saint Peter sat by the celestial gate:
His keys were rusty, and the lock was dull,
So little trouble had been given of late;
Not that the place by any means was full,
But since the Gallic era “eighty-eight”
The Devils had ta’en a longer, stronger pull,
And “a pull altogether,” as they say
At sea—which drew most souls another way.

## Przekład
Na język polski poemat Byrona przełożył Czesław Jastrzębiec-Kozłowski.